# EX:T홍대
EX:T홍대는 2017년 9월 14일 동교동에 오픈한 소규모 쇼핑 센터이다. 주소는 서울특별시 마포구 양화로 161(동교동 159-5)번지이며, 홍대입구역과 연결되어 있다. 

## 교통

### 지하철
- ● 서울 지하철 2호선● 인천국제공항철도● 수도권 전철 경의·중앙선홍대입구역2번출구과 연결되어 있다.